# Тарантаска
Тарантаска (итал. Tarantasca) — коммуна в Италии, располагается в регионе Пьемонт, в провинции Кунео.
Население составляет 2027 человек (2008 г.), плотность населения составляет 169 чел./км². Занимает площадь 12 км². Почтовый индекс — 12020. Телефонный код — 0171.
Покровителем населённого пункта считается святой San Bernardo.

## Демография
Динамика населения:

## Администрация коммуны
- Официальный сайт: https://web.archive.org/web/20100622050923/http://www.comunetarantasca.cn.it/